# Pseudidothea miersi
Pseudidothea miersi là một loài chân đều trong họ Pseudidotheidae. Loài này được Studer miêu tả khoa học năm 1884.